# Revista internacional de biologia del desenvolupament
The International Journal of Developmental Biology és una revista científica d'accés obert revisada per parells que cobreix la investigació en biologia del desenvolupament. L'actual redactor en cap és Juan Arechaga ( Universitat del País Basc ). Va ser fundada el 1953 com Anales del desarrollo i va obtenir el seu nom actual el 1989.
La revista publica treballs sobre l'estudi del mecanisme del desenvolupament animal i vegetal en salut i malaltia i, en particular, investigacions que diluciden els principis de desenvolupament subjacents a les propietats de les cèl·lules mare i el càncer.

## Abstracció i indexació
La revista està resumida i indexada a MEDLINE / PubMed. Segons el Journal Citation Reports, la revista té un factor d'impacte de 1,903 el 2014, la qual cosa la situa en el lloc 35 de 41 revistes a la categoria "Biologia del desenvolupament".